# Notabitur
Il termine Notabitur (detto anche Notreifeprüfung o Kriegsabitur, rispettivamente “diploma d'emergenza” e “diploma di guerra”) fu il nome del titolo di studio concesso al termine del ciclo di studi secondari superiori (maturità) in deroga alle condizioni normali, in pratica un Abitur semplificato. Fu istituito nel Reich tedesco durante la prima guerra mondiale ed utilizzato anche nella seconda. In Austria-Ungheria, questo esame, durante il periodo di guerra fu chiamato Kriegsmatura tuttavia, fu un'istituzione già adottata presso alcune scuole superiori prussiane già nel 1866 e 1870, ottenuto il Notabitur gli studenti potevano arruolarsi per il servizio militare come volontari di guerra (Kriegsfreiwilliger).